# Marusha
Marusha Aphrodite Gleiß, művésznevén Marusha,  (Németország, Nürnberg, 1966. november 18. –) német techno előadó.

## Életrajza
Édesanyja a Marusha nevet adta először kislányának, bár keresztlevelében a Marion szerepel. A Marusha név nem szerepelt a német anyakönyvben, ezért csak a 90-es évek elején lévő hatályos jogszabályok alapján tudta hivatalosan megváltoztatni a nevét. Általános iskolás koráig Görögországban élt. Édesanyja görög származású. Marusha eredetileg protestáns vallású volt, azonban később átkeresztelkedett a görög ortodox hitbe.

## A kezdetek
Marusha karrierje 1991-ben kezdődött Berlinben, ahol saját rádióműsora volt Dancehall néven a DT 64 rádióban. Amikor a rádiócsatorna megszűnt, Marusha egy másik rádiónál folytatta a műsorát. Jelenleg a Fritz rádióban Rave Sattelite című műsorával jelentkezik egy alkalommal egy héten a 102.6 MHz frekvencián, illetve az ARD német tv-ben, illetve korábban az ORB csatornán is önálló műsort vezetett.

## Zenei karrier
1994-ben Marusha elkészítette az Óz, a csodák csodája című musical egyik betétdalának a Somewhere Over The Rainbow című dalnak a rave verzióját. A technosztár több alkalommal is fellépett a berlini Love Parade rendezvényen, illetve több magyarországi disco és rendezvény résztvevője is volt, és több kislemeze is megjelent.
1995-ben megjelent második Wir című albuma, melyről a Deep és a Secret című dalok után országos szintű DJ lett, és nem csak hazájában hanem nemzetközi szinten is sikeres lett. 1997-ben megjelent Ur Life című dala, majd 1998-ban 3. No Hide No Run című albuma, mely előző sikereit nem tudta felülmúlni. Az albumról a Free Love és a My Best Friend jelentek meg kislemezen, de nem értek el nagy sikereket. Ez tudható annak, hogy a 90-es évek végére a techno zene sokat változott, új stílusok jelentek meg a zeneiparban, és kevés emberhez jutottak el dalai.
1998-ban Marusha szerepet kapott a Planet Alex és az ázsiai Asaki filmbekben, melyben haját feketére festette, és szemöldökét zöldre festette.
Hosszú szünet után Marusha Maru néven is jelentetett meg lemezeket, és a Drum and Bass stílus után kezdett érdeklődni. Ennek stílusjegyében jelent meg a Nonstop című mixlemeze, mely kedvelt játszott dalaiból tevődött össze. Új szerződést kötött a Ping Pong Productions-szal, és innentől kezdve itt jelentek meg lemezei. 2003-ban megjelent a Snow In July című dala, majd 2004-ben az Offbeat című albuma, mely klasszikus rave zenéket, és downtempo stílusú dalokat is tartalmazott.
2005-ben megszületett kisfia, ezért a Fritz rádióban fél évre felfüggesztette ezen beli karrierjét, és majd csak 2005 november 19-én ült újra mikrofon elé Rave Satellite című műsorával.
2007 augusztus közepén a Rudfunk Berlin-Brandenburg műsorszolgáltató úgy döntött, hogy megújítja műsorvezetői gárdáját, így köztük Marusha is újra képbe került. Marusha legutoljára 2007 augusztus 25-én vezetett műsort náluk, a Fritz rádióban, melynek műsorát sokszor előzetesen kellett rögzíteni Marusha külföldi fellépései miatt, különösen a hétvégi programjaira való tekintettel, mivel a Rave Satellite című műsor minden szombaton 22:00 órától futott a rádiócsatornán.
2007 nyarán Marusha a Popstars on Stage on ProSieben zsűritagja volt, majd 2007 november 16-án megjelent Heat című albuma. 2010 szeptember 26-án a német VOX csatornán szerepelt egy műsorban, ahol több sztárral együtt vacsoráztak, és főztek.
2011-ben Marusha az egyház nézetei ellen tiltakozott, mely a homoszexualitásról és családtervezésről szóltak, mialatt Angela Merkel ellátogatott XVI. Benedek pápához, és ezt vitatták.
2011 április 30-án a Mayday 20. évfordulóját ünnepelték Dortmundban 27.000 néző előtt, ahol Marusha is fellépett. 2012 július 21-én 20 ezer látogató előtt lépett fel a Summer Rave rendezvényen, melyet a Tempelhofer Feld szupermarket lánc szervezett. Itt Moguai és WestBam is fellépett. 2012 szeptember 5-én Marusha előadást tartott a Spreepeicher 3. zenei hetének nyitó napján Berlinben, ahol fellépett Mark 'Oh, Dj Quicksilver, és a Brooklyn Bounce zenekarok is.

## Diszkográfia

### Albumok
| Év   | Cím            | Slágerlista | Slágerlista | Slágerlista | Díjak, jelölések |
| Év   | Cím            | GER         | AUT         | SWI         | Díjak, jelölések |
| ---- | -------------- | ----------- | ----------- | ----------- | ---------------- |
| 1994 | Raveland       | 4           | 31          | 15          |                  |
| 1995 | Wir            | 81          | —           | —           |                  |
| 1998 | No Hide No Run | 94          | —           | —           |                  |
| 2002 | Nonstop        | —           | —           | —           |                  |
| 2004 | Offbeat        | —           | —           | —           |                  |
| 2007 | Heat           | —           | —           | —           |                  |
| 2012 | Club Arrest    | —           | —           | —           |                  |
| 2018 | Rave Satellite | —           | —           | —           |                  |

### Kislemezek
| Év                                     | Dal                          | Legjobb slágerlistás helyezés | Legjobb slágerlistás helyezés | Legjobb slágerlistás helyezés | Legjobb slágerlistás helyezés | Legjobb slágerlistás helyezés | Legjobb slágerlistás helyezés | Legjobb slágerlistás helyezés | Díjak, jelölések | Album          |
| Év                                     | Dal                          | GER                           | AUT                           | BEL (Vl)                      | FIN                           | NED                           | SUI                           | SWE                           | Díjak, jelölések | Album          |
| -------------------------------------- | ---------------------------- | ----------------------------- | ----------------------------- | ----------------------------- | ----------------------------- | ----------------------------- | ----------------------------- | ----------------------------- | ---------------- | -------------- |
| 1992                                   | "Ravechannel"                | —                             | —                             | —                             | —                             | —                             | —                             | —                             |                  | Raveland       |
| 1993                                   | "Whatever Turns You On"      | —                             | —                             | —                             | —                             | —                             | —                             | —                             |                  | Kislemez       |
| 1993                                   | "Go Ahead!"                  | —                             | —                             | —                             | —                             | —                             | —                             | —                             |                  | Raveland       |
| 1994                                   | "Somewhere Over The Rainbow" | 3                             | 13                            | 34                            | —                             | 6                             | 2                             | —                             | - GER: Platina   | Raveland       |
| 1994                                   | "It Takes Me Away"           | 3                             | 21                            | —                             | 9                             | 12                            | 18                            | —                             |                  | Raveland       |
| 1994                                   | "Trip To Raveland"           | 29                            | —                             | —                             | 14                            | 30                            | 34                            | 18                            |                  | Raveland       |
| 1995                                   | "Deep"                       | 11                            | 26                            | —                             | 10                            | —                             | 20                            | —                             |                  | Wir            |
| 1995                                   | "Unique"                     | 35                            | 38                            | —                             | 8                             | —                             | —                             | —                             |                  | Wir            |
| 1996                                   | "Secret"                     | 92                            | —                             | —                             | —                             | —                             | —                             | —                             |                  | Wir            |
| 1997                                   | "Ur Life"                    | 34                            | —                             | —                             | —                             | —                             | —                             | —                             |                  | No Hide No Run |
| 1997                                   | "My Best Friend"             | 73                            | —                             | —                             | —                             | —                             | —                             | —                             |                  | No Hide No Run |
| 1998                                   | "Free Love"                  | 97                            | —                             | —                             | —                             | —                             | —                             | —                             |                  | No Hide No Run |
| 1998                                   | "Ultimate Sound"             | 70                            | —                             | —                             | —                             | —                             | —                             | —                             |                  | Kislemez       |
| 2002                                   | "Snow In July"               | —                             | —                             | —                             | —                             | —                             | —                             | —                             |                  | Kislemez       |
| 2003                                   | "Cha Cha Maharadsha"         | —                             | —                             | —                             | —                             | —                             | —                             | —                             |                  | Kislemez       |
| 2007                                   | "Kick It"                    | 70                            | —                             | —                             | —                             | —                             | —                             | —                             |                  | Heat           |
| 2018                                   | "Sweat"                      | —                             | —                             | —                             | —                             | —                             | —                             | —                             |                  | Kislemez       |
| 2018                                   | "What I Say"                 | —                             | —                             | —                             | —                             | —                             | —                             | —                             |                  | Kislemez       |
| 2020                                   | "Summertime" with Tom Wax    | —                             | —                             | —                             | —                             | —                             | —                             | —                             |                  | NA             |
| "—" slágerlistás helyezést nem ért el. |                              |                               |                               |                               |                               |                               |                               |                               |                  |                |

## Válogatások
- 1992 Rave Channel, Mayday – A New Chapter Of House And Techno `92
- 1993 Whatever Turns You On Mayday – The Judgement Day 1993
- 1994 Cardinal Points Of Life, Mayday – Rave Olympia 1994
- 1995 Impressive Collective, Mayday – Reformation 1995
- 1995 Merlin, Mayday – The Great Coalition 1995
- 1996 Bewegungsapparat, Mayday – Mayday X 1996
- 1996 Everybody Electrojack, Mayday – Life On Mars 1996
- 1997 Check Dis Out, Love Parade Let The Sun Shine In Your Heart `97
- 2000 Ravechannel Loveparade 2000
- 2000 Jumpstart
- 2001 Touch Base als MARU
- 2001 Chimes als MARU
- 2001 Were here als MARU
- Marusha · jackfruit)))_LAVA_ping pong productions_berlin

## Remixek
- 1995: Suspicious – Lovewaves
- 1995: Yves Deruyter – Outsiders
- 1995: Tom Novy – I House U
- 1998: Bee Gees – World
- 2001: Söhne Mannheims – Dein Glück
- 2002: DJ Emerson – Viper Jive
- 2008: Simon Stockhausen – Taipei Temple

## Díjak
- 1994: Bravo Otto díj "Rap & Techno" kategóriában "Arany" minősítés
- 1995: Comet díj: Legjobb Techno előadó
- 1995: Echo díj: Legjobb német művész kategória